# Roman Waschko
Roman Waschko (ur. 26 czerwca 1921 w Poznaniu, zm. 15 listopada 2002 w Warszawie) – polski dziennikarz muzyczny, popularyzator jazzu w Polsce, z wykształcenia prawnik.

## Życiorys
W latach pięćdziesiątych XX w. organizował koncerty jazzowe w Filharmonii Narodowej. W latach 1957–1962 był pierwszym prezesem Polskiej Federacji Jazzowej, a później dożywotnim honorowym prezesem Polskiego Stowarzyszenia Jazzowego. Redaktor stałej rubryki o jazzie w „Sztandarze Młodych” (1955–1970). Był też prezenterem radiowych audycji jazzowych.
Odznaczony Krzyżem Oficerskim Orderu Odrodzenia Polski.

## Współpraca ze Służbą Bezpieczeństwa PRL
Według zachowanych w IPN dokumentów był wieloletnim, tajnym współpracownikiem Służby Bezpieczeństwa PRL o pseudonimie „Adam”. Inwigilował środowiska zachodnich dyplomatów oraz swoich kolegów jazzmenów, donosił m.in. na zaprzyjaźnionego z nim Leopolda Tyrmanda.

## Publikacje
- Jazz od frontu i od kuchni (1962)
- Przewodnik Iskier: Muzyka jazzowa i rozrywkowa (1970)
- Cylinder i adidasy, Krajowa Agencja Wydawnicza, Poznań 1988 ISBN 83-03-02188-5
- Show-business, czyli kto kręci rozrywką Oficyna Wydawnicza Szczepan Szymański, Warsszawa 1994 ISBN 83-86469-03-X
- Wyznania intymne (1998)